# Arrow Films
Arrow Films é uma distribuidora independente do Reino Unido de cinema mundial, filmes cult, artes, terror e filmes clássicos em Ultra HD Blu-ray, Blu-ray e DVD. A Arrow foi listada pelo The Guardian duas vezes como a distribuidora de vídeos domésticos do ano.